# Passage des Gravilliers
Pour les articles homonymes, voir Gravilliers.
Le passage des Gravilliers est une voie du 3e arrondissement de Paris, en France.

## Situation et accès
Le passage des Gravilliers est situé dans le 3e arrondissement de Paris. Il débute au 10, rue Chapon et se termine au 19, rue des Gravilliers.

## Origine du nom
Elle porte ce nom en raison du voisinage de la rue des Gravilliers.

## Historique
Cette voie privée a été ouverte en 1829 sous le nom de « passage Chapon » du nom du propriétaire des terrains.

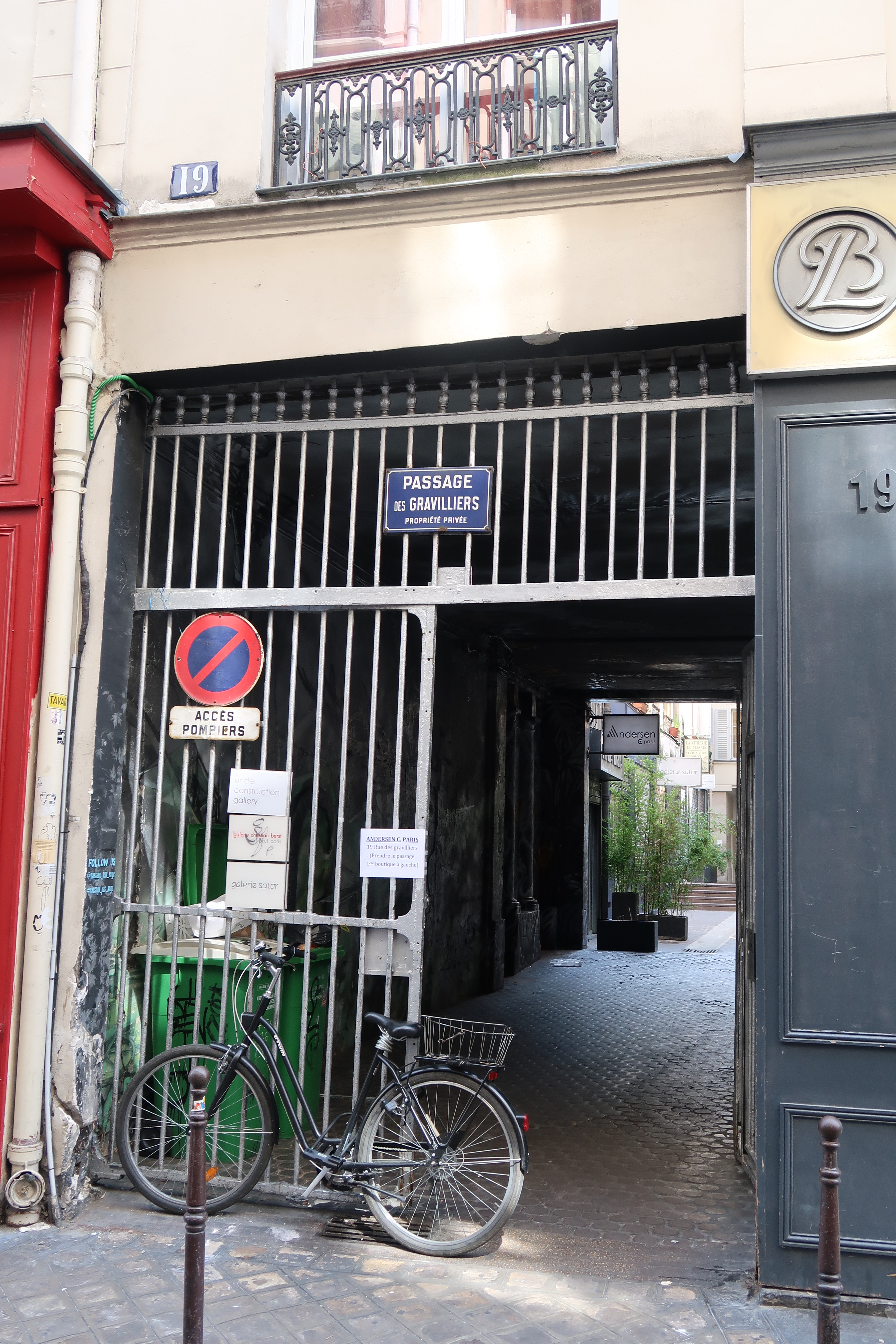
Entrée rue des Gravilliers.
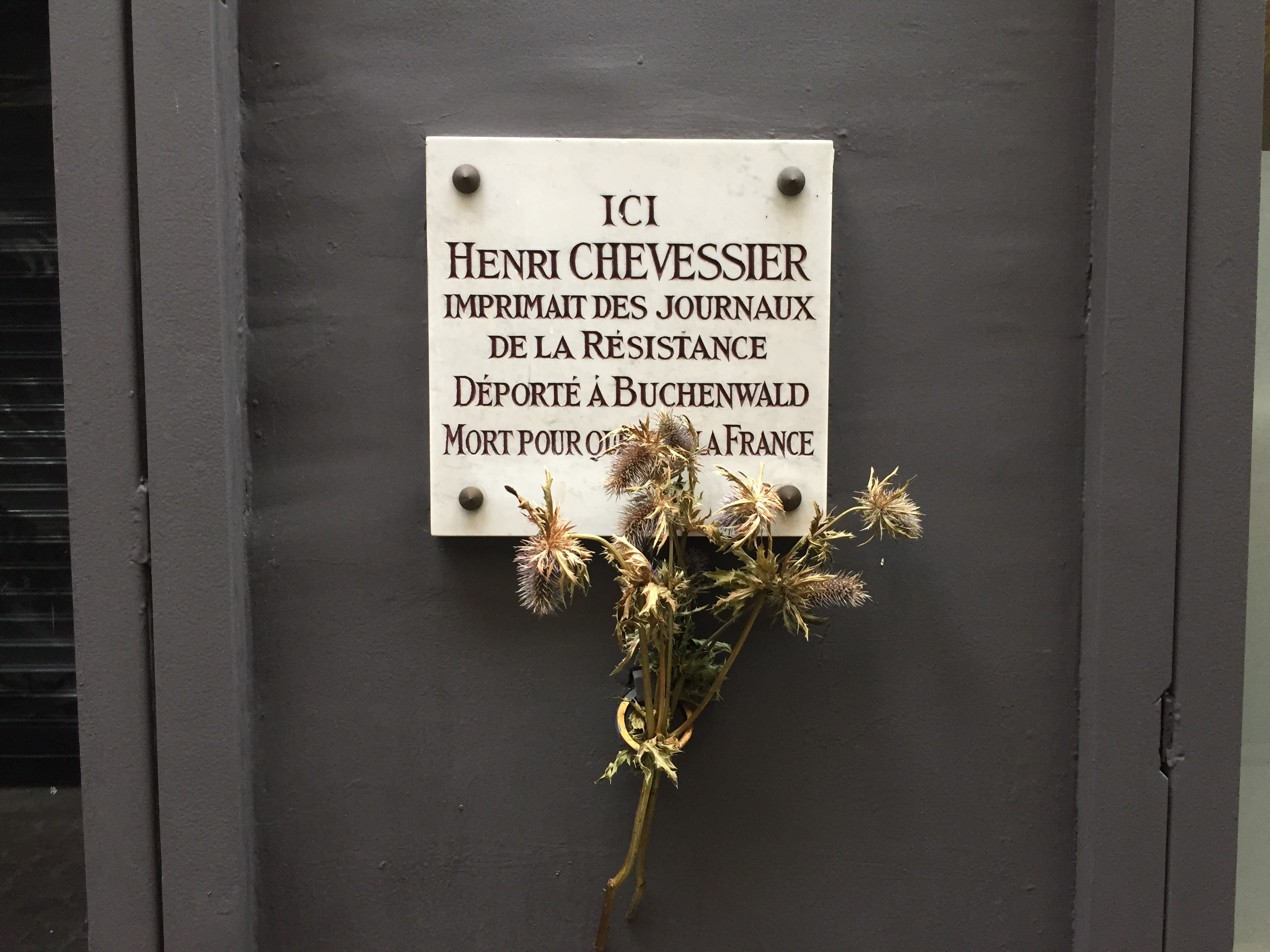
Plaque en hommage au résistant Henri Chevessier[1].